# جرمنتاون (کنتاکی)
جرمنتاون (به انگلیسی: Germantown) شهری در ایالت کنتاکی کشور ایالات متحده آمریکا است که جمعیت آن در سرشماری سال ۲۰۱۰ میلادی، ۱۵۴ نفر بوده‌است.